# Erik López
Erik Nicolás López Samaniego (Asunción, Paraguay; 27 de noviembre de 2001) es un futbolista paraguayo. Juega de delantero.Su actual equipo es el Olimpia de la Primera División de Paraguay.

## Trayectoria
López entró a las inferiores del Olimpia a los 13 años. Debutó por el primer equipo y anotó su primer gol el 25 de agosto de 2019 en la victoria por 4-0 sobre el Deportivo Santaní por la Primera División. El delantero anotó 3 goles en sus primeros 3 encuentros por Olimpia.
El 18 de julio de 2020, López fue enviado a préstamo al Atlanta United 2 de la USL Championship por toda la temporada 2020, y se unirá al primer equipo, el Atlanta United en enero de 2021.

## Selección nacional
Es internacional a nivel juvenil por la selección de Paraguay.

## Estadísticas
Actualizado al último partido disputado el 27 de septiembre de 2022.
| Club                          | Div.                | Temporada           | Liga  | Liga  | Copas nacionales(1) | Copas nacionales(1) | Copas internacionales(2) | Copas internacionales(2) | Total | Total |
| Club                          | Div.                | Temporada           | Part. | Goles | Part.               | Goles               | Part.                    | Goles                    | Part. | Goles |
| ----------------------------- | ------------------- | ------------------- | ----- | ----- | ------------------- | ------------------- | ------------------------ | ------------------------ | ----- | ----- |
| Olimpia Paraguay              |                     |                     |       |       |                     |                     |                          |                          |       |       |
| 1.ª                           | 2019                | 15                  | 4     | 0     | 0                   | -                   | -                        | 15                       | 4     |       |
| 1.ª                           | 2020                | 1                   | 0     | 0     | 0                   | 0                   | 0                        | 1                        | 0     |       |
| Total club                    | Total club          | 16                  | 4     | 0     | 0                   | 0                   | 0                        | 16                       | 4     |       |
| Atlanta United Estados Unidos |                     |                     |       |       |                     |                     |                          |                          |       |       |
| 1.ª                           | 2021                | 18                  | 1     | 0     | 0                   | 3                   | 0                        | 21                       | 1     |       |
| Total club                    | Total club          | 18                  | 1     | 0     | 0                   | 3                   | 0                        | 21                       | 1     |       |
| Banfield Argentina            |                     |                     |       |       |                     |                     |                          |                          |       |       |
| 1.ª                           | 2022                | 6                   | 0     | 10    | 0                   | 2                   | 0                        | 18                       | 0     |       |
| Total club                    | Total club          | 6                   | 0     | 10    | 0                   | 2                   | 0                        | 18                       | 0     |       |
| Total en su carrera           | Total en su carrera | Total en su carrera | 40    | 5     | 10                  | 0                   | 5                        | 0                        | 55    | 5     |

## Palmarés

### Títulos nacionales
| Título          | Club    | País     | Año  |
| --------------- | ------- | -------- | ---- |
| Torneo Apertura | Olimpia | Paraguay | 2019 |
| Torneo Clausura | Olimpia | Paraguay | 2019 |
| Torneo Clausura | Olimpia | Paraguay | 2024 |